# 真核起始因子5
eIF5（eukaryotic initiation factor 5，真核起始因子5）是一种GTP酶激活蛋白，可以特异性激活eIF2的GTP酶活性，而其本身并不具有GTP酶的活性。在真核翻译起始过程中，当48S前起始复合物结合mRNA，并且使起始Met-tRNA与起始密码子AUG正确配对后，eIF5激活eIF2的GTP酶活性，使得eIF2上结合的GTP被水解为GDP；之后GDP结合的eIF2从40S核糖体亚基上解离。由于eIF2以及其他真核起始因子的解离之后60S核糖体亚基才能与40S亚基结合，因此eIF5对于形成具有肽基转移活性的80S核糖体十分关键。
eIF5还参与与其他多个真核起始因子的相互作用。

## 结构

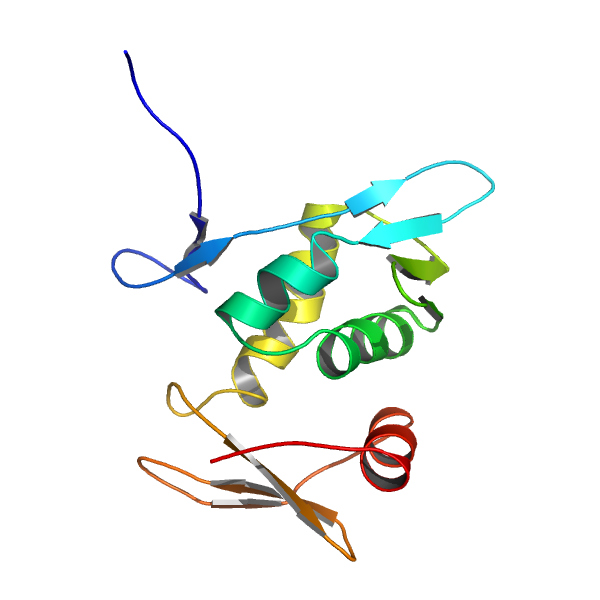
人类eIF5的N端结构域的溶液结构

eIF5含有N端结构域和C端结构域两个结构域。
其N端结构域为α/β型折叠，含有两个具有核苷酸结合活性的亚结构域、一个锌指结构以及一个在小GTP酶中普遍存在的精氨酸指（arginine finger）。并且N端结构域含有完整的GTP酶激活活性。eIF5的N端结构域的氨基酸序列非常保守，表明它能够在不同的真核生物中发挥类似的GTP酶激活活性。

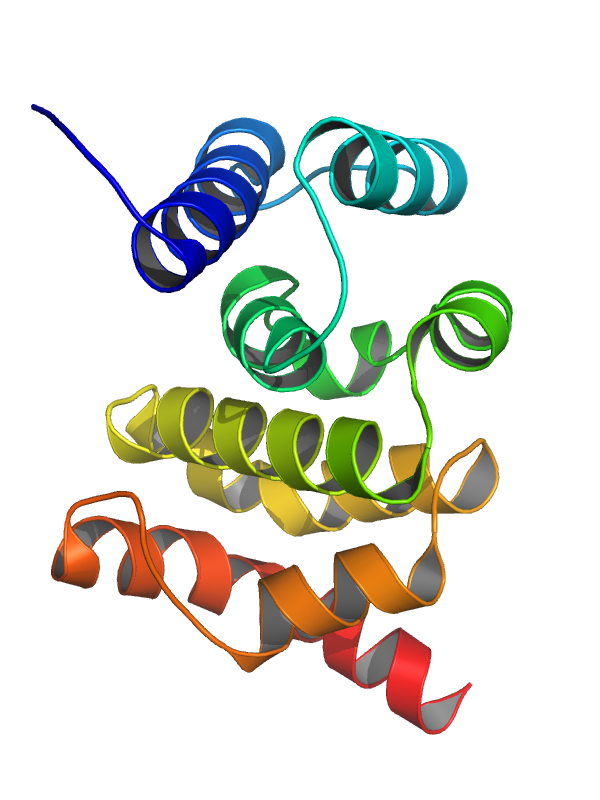
酵母eIF5的C端结构域的晶体结构

eIF5的C端结构域是由α螺旋组成的一个非典型的HEAT结构域，其中包含了2个具有两种序列特征（芳香性或酸性氨基酸残基）的结构花样，被称为“AA盒”。对酵母的研究发现，该结构域可以与eIF2的β亚基（通过AA盒）、eIF1和eIF3的c亚基相互作用以促进这些真核起始因子组装成在真核翻译起始中发挥关键作用的多因子复合物。此外，该结构域还可以结合eIF4G。eIF5的C端结构域的功能可能是通过蛋白－蛋白间相互作用，来参与翻译起始进程的调控。

## 功能机制
eIF5的促eIF2的GTP水解作用是与很多过程相关的。eIF5的C端结构域能够与eIF2的β亚基的C端结构域相互作用，使得位于eIF5N端结构域的精氨酸指结合eIF2的γ亚基从而激活eIF2γ的GTP酶催化活性以使其结合的GTP水解为GDP。这个水解作用只能发生在40S核糖体亚基上的eIF2所结合的GTP上。并且eIF5还与起始密码子的识别进程相关，一些研究发现只有起始密码子正确配对，eIF5才能发挥其促GTP水解作用。
eIF5的GTP酶激活蛋白活性受起始密码子的配对所调控，使之能够对AUG起始密码子的发现作出反应，开始激活eIF2。